# AN/FSQ-7 Combat Direction Central
AN/FSQ-7 Combat Direction Central, conhecida como Q7, era um sistema computadorizado de comando e controle de defesa aérea. Foi usado pela Força Aérea dos Estados Unidos para interceptação controlada por solo como parte da rede Semi-Automatic Ground Environment durante a Guerra Fria. 
O nome "AN/FSQ" deriva de Exército-Marinha / Equipamento Especial Fixo.
Um avanço do design pioneiro do computador digital MIT Whirlwind II, e fabricado pela IBM como contratante principal, o AN / FSQ-7 foi o maior sistema de computador discreto já construído. Cada uma das 24 máquinas instaladas pesava 250 toneladas. O AN/FSQ-7 usou um total de 60 000 tubos de vácuo (49 000 nos computadores) e até 3 megawatts de eletricidade, realizando cerca de 75 000 instruções por segundo para a rede de radares regionais.

## História
A primeira rede de radar dos Estados Unidos usava relatórios de voz para a Estação de Luzes Gêmeas de 1939 em Nova Jersey, e o Sistema de Cape Cod experimental pós-Segunda Guerra Mundial usava um computador Whirlwind I em Cambridge, Massachusetts, para conectar radares de longo alcance e vários radares de curto alcance. A principal modificação do Whirlwind para a rede de radar foi o desenvolvimento da memória de núcleo magnético que melhorou muito a confiabilidade, dobrou a velocidade de operação e quadruplicou a velocidade de entrada em relação à memória original do tubo Williams do Whirlwind I.
O AN / FSQ-7 foi baseado no projeto maior e mais rápido (mas incompleto) do Whirlwind II. Isso provou ser demais para os recursos do MIT, resultando na IBM sendo mantida como contratante principal - embora a Divisão 6 do MIT Lincoln Laboratory ainda participasse do desenvolvimento do AN / FSQ-7. 
Semelhante ao Q7, a Central de Controle de Combate AN / FSQ-8 menor foi produzida sem um Automatic Initiation Area Discriminator e outros equipamentos.
Uma versão simplex do AN / FSQ-7 foi localizada nas instalações da System Development Corporation em Santa Monica, Califórnia, de 1957 até que as instalações foram desocupadas algum tempo depois de 1981.